# Clear Mountain
Clear Mountain är en del av en befolkad plats i Australien. Den ligger i kommunen Moreton Bay och delstaten Queensland, omkring 23 kilometer nordväst om delstatshuvudstaden Brisbane. Antalet invånare är 707.
Runt Clear Mountain är det ganska tätbefolkat, med 179 invånare per kvadratkilometer.. Närmaste större samhälle är Samford Valley, nära Clear Mountain.
I omgivningarna runt Clear Mountain växer huvudsakligen savannskog. Genomsnittlig årsnederbörd är 1 222 millimeter. Den regnigaste månaden är januari, med i genomsnitt 252 mm nederbörd, och den torraste är september, med 30 mm nederbörd.